# Kinderhörspielpreis des MDR
Der Kinderhörspielpreis des MDR ist ein Hörspielpreis, der seit 1994 alle zwei Jahre vom Rundfunkrat des Mitteldeutschen Rundfunks an Autoren von Kinderhörspielen vergeben wird. Die Einsendungen werden von einer Jury aus Vertretern des MDR-Rundfunkrates sowie Vertretern von Kinder- und Jugendinteressenvereinigungen Mitteldeutschlands, von Kinder- und Jugendtheatern und der Medienkritik prämiert. Der Preis „wird für Sendungen vergeben, die sich in besonderer Weise für die Wahrung der Menschenwürde engagieren und sich dabei vornehmlich an Kinder und Jugendliche wenden.“

## Preisträger
- 1994
  - Spiel mir das Lied vom Leben von Ulrike Dietmann, Regie: Frank E. Hübner
- 1996
  - Gestrandet vor Guadeloupe von Hans Zimmer, Regie: Klaus-Michael Klingsporn
  - Der kleine König Dezember von Axel Hacke in Bearbeitung von Katrin Wenzel, Musik: Peter Zwetkoff, Regie: Hartmut Kirste
- 1998
  - 1. Preis: Das Schiff Esmeralda von Adolf Schröder, Regie: Barbara Plensat
  - 2. Preis: Andi von Gabriele Herzog, Regie: Klaus-Michael Klingsporn
- 2000
  - 1. Preis: Pavel, der Jäger von Thomas Fritz, Regie: Götz Fritsch
  - 2. Preis: Prinzessin Maria vom Meere von Rolf Gozell, Regie: Wolfgang Rindfleisch
  - 3. Preis: Die schwarze Rita von Heidi Knetsch und Stefan Richwien, Regie: Angeli Backhausen
- 2002
  - 2. Preis: Wilbur und Charlotte von E. B. White in Bearbeitung von Andrea Otte, Regie: Robert Schoen
  - 2. Preis: Hannelore überlebt von Georg Wieghaus, Regie: Claudia Johanna Leist
  - 3. Preis: Ein Diamant – so groß wie das Ritz von F. Scott Fitzgerald in Bearbeitung von Katrin Wenzel, Regie: Wolfgang Rindfleisch
- 2004
  - 1. Preis: Regenbogenkind von Edith Schreiber-Wicke, Bearbeitung und Regie: Justyna Buddeberg-Mosz
  - 2. Preis: Der Zug nach Wicklow von Christina Calvo, Regie: Stefan Kanis
  - 3. Preis: Weißauge von Adolf Schröder, Regie: Burkhard Ax
- 2006
  - 1. Preis: Die geheimnisvolle Minusch von Annie M. G. Schmidt in Bearbeitung von Andrea Otte, Regie: Oliver Sturm
  - 1. Preis: Dakota Pink von Philip Ridley in Bearbeitung von Dagmar Schnürer, Regie: Axel Pleuser
  - 1. Preis: Befehl ist Befehl – Leben auf dem Nazi-Internat von Sandra Doedter, Regie: Axel Pleuser
- 2008
  - 1. Preis: Isabellas Welt von Christian Oelemann in Bearbeitung von Heidi Knetsch und Stefan Richwien, Regie: Götz Fritsch
  - 2. Preis: Firma Zaubermeister & Co. von Albert Sidney Fleischmann in Bearbeitung von Caren Pfeil, Regie: Wolfgang Rindfleisch
  - 3. Preis: Ein Hund fürs Leben [A Dog For Life] von L. S. Matthews in Bearbeitung von Jörgpeter Ahlers, Regie: Hans Helge Ott
- 2010
  - Wie man unsterblich wird von Sally Nicholls in Bearbeitung von Karlheinz Koinegg, Regie: Angeli Backhausen, WDR 2009
  - Das wunderbare Abenteuer der Florinde vom Hohenfels von Susanne C. Friedmann und Georg K. Berres, Regie: Martin Heindel, rbb 2009
- 2012
  - 1. Preis: Commander Jannis von Thilo Reffert, Regie: Beatrix Ackers, DKultur 2011 (ab 7 Jahren)
  - 2. Preis: Als Hitler das rosa Kaninchen stahl von Judith Kerr, Bearbeitung und Regie von Christine Nagel, DKultur 2011 (ab 12 Jahren)
  - 3. Preis: Container-Paule von Heidi Knetsch und Stefan Richwien, Regie: Robert Schoen, HR/BR 2011 (ab 7 Jahren)
- 2014
  - 1. Preis: Hilfe, die Herdmanns kommen! von Jörgpeter von Clarenau, Regie: Hans Helge Ott, NDR/WDR 2012 (ab 7 Jahren)
  - 2. Preis: Leon und Leonie von Thilo Reffert, Regie von Robert Schoen, SWR/WDR 2013 (ab 7 Jahren)
  - 2. Preis: Schlafen Fische? von Jens Raschke, Regie: Judith Lorentz, DLR Kultur 2013 (ab 8 Jahren)
- 2016
  - 1. Preis: Opa Ottos Wunderwagen nach dem Kinderbuch von Daniela Meiselvon, von Robert Schoen, Regie: der Autor, HR/NDR 2014 (ab 7 Jahren)
  - 2. Preis: Frau Fledder und Herr Zitrone von Bernd Gieseking , Regie: Christine Nagel, HR 2015 (ab 7 Jahren)
  - 3. Preis: Einschwein von Anna Böhm, Regie: Klaus-Michael Klingsporn, DRK 2014 (ab 6 Jahren)
- 2018
  - 1. Preis: Krähe & Bär oder Die Sonne scheint für uns alle! von Martin Baltscheit, Regie: der Autor, Oetinger Media 2016 (ab 8 Jahren)
  - 2. Preis: Faustinchen einszweidrei von Thilo Reffert, Regie: Robert Schoen, SWR 2017
  - 2. Preis: Kaspar, Opa und der Monsterhecht von Mikael Engström in Bearbeitung und Regie von Tobias Krebs, SWR 2017 (ab 8 Jahren)
  - 3. Preis: Als nicht nur Opas Knie verschwand von Sabine Ludwig, Regie: Judith Lorentz, RBB 2016 (ab 7 Jahren)